# Ambystoma subsalsum
Ambystoma subsalsum är en groddjursart som beskrevs av Taylor 1943. Ambystoma subsalsum ingår i släktet Ambystoma och familjen mullvadssalamandrar. Inga underarter finns listade i Catalogue of Life.